# Короткевич Галина Петрівна
Галина Петрівна Короткевич (18 серпня 1921 , Петроград  — 5 серпня 2021 , Санкт-Петербург ) — радянська і російська актриса театру і кіно, блокадниця. Народна артистка Російської РФСР (1974).

## Біографія
Галина Короткевич народилася 18 серпня 1921 року в Петрограді. Батько — Петро Короткевич, закінчив консерваторію по класу скрипки, грав у ресторані. Мати — Валентина Муравйова, артистка оперети, виступала на естраді, після закінчення консерваторії виступала на сцені музкомедії. Бабуся грала в аматорському театрі Обухівського заводу. Дід — відомий музикант, грав на органі і керував хором собору Святої Катерини на Невському.
Будучи студенткою Театрального інституту всю війну виступала в складі фронтової бригади артистів при Ленінградському будинку Червоної армії на Волховському, Ленінградському і Ладозькому фронтах, виїжджала на передову, давала концерти у військових частинах поблизу Пулковських висот, під Синявино, на «Дорозі Життя» . «Ми виступали, як тоді говорилося, у „формі номер один“: хлопчики — в костюмах, а дівчатка — тільки в сукнях. Але мороз був страшний, до 45 градусів! Пам'ятаю, вийдеш на сцену, посміхнешся — а посмішка так і замерзне на обличчі» — згадувала актриса.
У 1946 році закінчила Ленінградський Театральний інститут (педагог Борис Сушкевич).
З 1946 по 1961 рік служила в Новому театрі (нині — театр імені Ленради). На її рахунку більше сорока ролей в цьому театрі, в тому числі ролі Софії в комедії Олександра Грибоєдова «Лихо з розуму», Поліни в п'єсі Олександра Островського «Прибуткове місце», Лаури в постановці за «Маленькими трагедіями» Олександра Пушкіна, Надії Килимової у «Весні в Москві» за п'єсою Віктора Гусєва, Надії в п'єсі Максима Горького «Останні» та багатьох інших.
У 1962 році перейшла до Театру імені Коміссаржевської. Переграла майже всю російську класику і багато із зарубіжної. Тільки в постановці «Мільйонерка» Бернарда Шоу вона зіграла майже 800 раз. Також Короткевич була задіяна в постановці «На всякого мудреця досить простоти» за Олександром Островським (Клеопатра Львівна), комедії «Як важливо бути серйозним» Оскара Уайльда (Леді Брекнелл), спектаклі «Вибір» за романом Юрія Бондарєва (Раїса Михайлівна), постановці «Ідіот» за романом Федора Достоєвського (Ніна Олександрівна), п'єсі «Утамуй мої печалі» Сергія Буранова (Наталія Володимирівна) та ін.
Її талантом захоплювалися Микола Акімов, намагався займати її якомога в більшій кількості вистав, і керівник Вахтанговського театру Рубен Симонов.
З 1950-х років актриса почала зніматися в кіно. Вона грала у фільмах Надії Кошеверової «Весна в Москві» та «Тіні», Льва Куліджанова («Це починалося так» — спільний з Яковом Сегелем) і Миколи Лебедєва («Неймовірний Ієгудіїл Хламіда»). У 2007 році зіграла в одній з серій «Вулиць розбитих ліхтарів».
У Короткевич також був досвід з озвучення фільмів. У 1957 році вона озвучила роль пані Катті Вендлерова в картині чеського режисера Карела скла «Бравий солдат Швейка», а в 1961 році озвучила роль буфетниці Маріанни Андріївни в кінокомедії Володимира Фетіна "Смугастий рейс".
Двічі була одружена. Другий чоловік — Йосип Миколайович Конопацький (1925—2021), радянський і російський актор театру і кіно, народний артист РРФСР (1986). У 1958 році в родині акторів народилася дочка Ірина. Зараз вона працює актрисою в театрі «Балтійський дім» в Санкт-Петербурзі, має звання заслуженої артистки Росії. Другий шлюб у актриси теж не склався, з Конопацьким вони розлучилися. Внучка — Катерина, закінчила Санкт-Петербурзьку дитячу музичну школу імені Андрія Петрова по класу фортепіано, навчається танцям.
Померла увечері 5 серпня 2021 року в Санкт-Петербурзі, не доживши двох тижнів до свого 100-річного ювілею. Прощання пройшло 8 серпня в Театрі імені Коміссаржевської. Похована на цвинтарі Пам'яті жертв 9 січня.

## Визнання і нагороди
- Заслужена артистка РРФСР (25 січня 1956 року).
- Народна артистка РРФСР (4 липня 1974 року) — за заслуги в галузі радянського театрального мистецтва[2].
- Премія Уряду Санкт-Петербурга в галузі літератури, мистецтва і архітектури за 2008 рік (2009) — за видатний внесок у розвиток театрального мистецтва.
- Орден Пошани (8 вересня 2010 року) — за заслуги в розвитку вітчизняної культури і мистецтва, багаторічну плідну діяльність[3].

## Творчість

### Ролі в театрі

#### Новий театр (1946—1961)
- 1946 — Б. Нушич «Пані міністр» — Дара
- 1947 — О. Галич «За годину до світанку» — Ліза
- 1947 — В. Панова «Супутники» — Олено, Клава
- 1947 — П. Нилин «На білому світі» — колгоспніця
- 1947 — О. М. Толстой «Ходіння по муках» Чебрець
- 1948 — О. С. Грибоєдов «Горе від розуму» — Софія
- 1948 — Ж.-Б. Мольєр «Скупий» — Маріанна
- 1948 — П. Нілін «На білому світі» — Даша
- 1948 — Д. Слепян «Чужа доля» — Клава
- 1948 — О. М. Островський «Прибуткове місце» — Поліна
- 1948 — В. Ліманівська, М. Мендельсон «Королівська кров» — Бідді
- 1948 — Г. Ібсен «Нора» — Нора
- 1948 — Ф. Шиллер «Марія Стюарт» — Паж
- 1948 — Б. Горбатов «Юність батьків» — Комсомолка
- 1949 — А. Суров «Зелена вулиця» — Женя
- 1949 — О. С. Пушкін «Маленькі трагедії» («Кам'яний гість») — Лаура
- 1949 — Д. Слепян «Сестрі» — Карін
- 1949 — С. Вургун «Сходити сонце» — Робоча
- 1949 — В. Шекспір "Комедія помилок" — Луциана
- 1950 — Ф. Шиллер «Дон Карлос» — Принцеса Еболі
- 1951 — Тхай Дян Чун «На Південь від 38-ї паралелі» — Чер Сон
- 1951 — О. Мальцева, Н. Венкстерн — «Друга любов» — Фрося
- 1951 — М. Лермонтов «Маскарад» — Ніна
- 1951 — У. Шекспір "Два веронця" — Сільвія
- 1952 —  Надія Коврова  — «Весна в Москві», за п'єсою  В. Гусєва , Реж. Микола Акімов
- 1952 —  Софія Олександрівна  — "Тіні ", за комедією  М. Є. Салтикова-Щедріна , Реж. Микола Акімов
- 1953 — О. Арбузов «Європейська хроніка» — Дагні Кіркегор
- 1954 — О. Галич «Під щасливою зіркою» — Варя
- 1954 —  Лідочка  — «Справа», за п'єсою  О. В. Сухово-Кобіліна , реж. Микола Акімов
- 1955 — О. Гладков «До Нових зустрічей» — Ніна
- 1955 — В. Катаєв «Випадок з генієм» — Надія
- 1956 — Н. Шундік «Дванадцять супутніків» — Олена
- 1956 — М. Соважон «Нічний переполох» — Кароліна
- 1956 — С. Альошин «Одна» — Нефьодова
- 1957 — Я. Дрда, І. Шток «Чортова млин» — Кача
- 1958 — А. Давурін «Обоз іншого розряду» — Маша
- 1958 — М. Горький «Останні» — Надія
- 1959 — Г. Миколаєва, С. Радзинський «Битва в дорозі» — Караміш
- 1959 — А. де Бенедетті «Доброї ночі, Патриція!» — Ван-Лайер
- 1960 — А. Парніс «Острів Афродіті» — Кет
- 1961 — А. Макайонок Андрій Єгорович «Левоніха на орбіті» — Лушка
- 1961 — І. Друце «Каса Маре» — Об'єктивна Сусідка

#### Академічний драматичний театр ім. В.Ф.Коміссаржевської (з 1962)
- 1962 (ввод) — М. Горький «Діти сонця» (реж. М. Сулімов) — Ліза
- 1962 — М. Смирнова, М. Крайндель «Бездоганна репутація» (реж. М. Бірман) — Мельникова
- 1963 — М. Смирнова, М. Крайндель «Сміття з хати» (реж. М. Бірман) — Махова
- 1964 — Б. Шоу «Мільйонерка» (реж. А. Бєлінський) — Єпіфанія
- 1965 — А. Островський «На всякого мудреця досить простоти» (реж. Г. Нікулін) — Клеопатра Львівна
- 1966 — О. Окулевич «Джордано Бруно» (реж. О. Окулевіч) — Королева Єлизавета
- 1966 — В. Шкваркина «Страшний суд» (реж. Бєлінський) — Валентина
- 1969 — Панчо Панчев «Казка про чотирьох близнюків» (реж. В. Ленцевічус) — Бабуся
- 1969 — М. Горький «Старий» (реж. Р. Агамірзян) — Софія Марківна
- 1969 — Л. Леонов «Заметіль» (реж. Б. Єрін) — Зиночка
- 1969 — М. Шатров «Більшовики» (реж. Р. Агамірзян)
- 1970 — Ю. Бонді «Театральна комедія» (реж. Р. Агамірзян) — Сурмілова
- 1971 — Н. Думбадзе «Не турбуйся, мама» (реж. Р. Агамірзян) — Тітка Сашико
- 1971 — Е. Габрилович «Незвичайний подарунок» (реж. Р. Агамірзян) — Марія Аркадіївна
- 1973 — Е. Шварц «Попелюшка» (реж. Р. Агамірзян) — Мачуха
- 1973 — Б. Рацер, В. Константинов «Прохідний бал» (реж. Р. Агамірзян, В. Петров) — Людмила Петрівна
- 1973 — Б. Рацер, В. Константинов «Йосип Швейк проти Франца-Йосипа» (реж. Р. Агамірзян) — Баронеса
- 1975 — К. Симонов «Кілька днів без війни» (реж. Ю. Миколаїв) — Актриса
- 1976 — С. Цвейг «Легенда одного життя» (реж. В. Суслов) — Марія
- 1976 — Ф. Дюрренматт «Граємо Стріндберга» (реж. Е. Асланов) — Аліса
- 1977 — А. Чхаїдзе «Коли місто спить» (реж. Б. Сапегін) — Мері
- 1978 — Е. Брагінський, Е. Рязанов «Аморальна історія» (реж. Р. Агамірзян) — Олена Максимівна
- 1979 — В. Розов «Гніздо глухаря» (реж. Р. Агамірзян) — Мати Зої
- 1980 — Н. Думбадзе «Повернення до життя» (реж. Р. Агамірзян) — Дзнеладзе і Аміко Кавтарадзе
- 1980 — М. Шатров «Сині коні на червоній траві» (реж. Р. Агамірзян, В. Ветрогонов) — Клара Цеткін
- 1981 — Н. Думбадзе «Повернення до життя» (реж. Р. Агамірзян) — Ніна
- 1981 — О. Уайльд «Як важливо бути серйозним» (реж. А. Бєлінський) — Леді Брекнелл
- 1982 — М. Твен «Вниз по Міссісіпі» (реж. В. Ветрогонов) — Тітка Саллі
- 1982 — Г. Рябкін «У цій дівчині щось є» (реж. В. Суслов) — Євгенія Олександрівна
- 1983 — Б. Рацер, В. Константинов «Остання любов Насреддіна» (реж. Р. Агамірзян, В. Явіч) — Меддуна
- 1984 — Ю. Бондарєв «Вибір» (реж. Р. Агамірзян) — Раїса Михайлівна
- 1984 — Е. Брагінський «Авантюристка» (реж. В. Суслов) — Крохина
- 1986 — М. Горький «Зикови» (реж. В. Гришко, Р. Агамірзян) — Целованьева
- 1986 — С. Найдьонов «Діти Ванюшина» (реж. Р. Агамірзян) — Генеральша
- 1986 — А. Чаковский «Незакінчений портрет» (реж. Р. Агамірзян, Суслов) — Шуматова
- 1987 — А. Кортес «Вдови» (А. Бєлінський, Л. Естрін) — Матушка
- 1988 — Н. Саймон «Босоніж по парку» — Мати
- 1989 — А. Ніколаї «Святе сімейство» (реж. В. Суслов) — Маргарита
- 1992 — А. Пукема[fi] «Антикваріат» (реж. А. Ісаков, Г. Корольчук) — Тійна[4]
- 1992 — Н. Коуард «Свято примар» (реж. А. Ісаков) — Мадам Арката
- 1992 — В. і С. рожевий «Царський сон» (реж. А. Ісаков) — Відьма
- 1994 — Ф. Достоєвський «Ідіот» (реж. В. Гришко) — Ніна Олександрівна
- 1995 — М. Тикамацу «Самогубство закоханих на острові Небесних мереж» (реж. В. Пазі) — Господиня
- 1995 — М. Цвєтаєва «Фортуна» (реж. Р. Мархоліа) — Нянюшка
- 1995 — Ф. Достоєвський «Гравець» (реж. В. Пазі) — м-м де Коменжа
- 1997 — Ж. Ануй «Наша дорога мадам» (реж. А. Бєлінський) — м-м Олександра
- 1998 — І. Тургенєв «Місяць у селі» (реж. В. Гришко) — Ганна Семенівна
- 2000 —  Наталя Володимирівна  — «Утамуй мої печалі», за п'єсою  Сергія Буранова , реж. Георгій Корольчук[5]
- 2002 — М. Булгаков «Чичиков» (реж. А. Ісаков) — Губернаторша
- 2003 — В. Вербин «Вальс ентузіастів» (реж. С. Каргін) — Ольга Дмитрівна
- 2006 — А. Мардань «Останній герой» (реж. Г. Корольчук) — Сталіна Петрівна
- Рік випуску 2008 —  Мати  — «Шість страв з однієї курки», за п'єсою  Ганни Слуцки , реж. Валерій Гришко[6]

### Фільмографія
- 1953 — Весна в Москві — Надія Коврова
- 1953 — Тіні — Софія Олександрівна
- 1954 — Ми з вами десь зустрічалися — попутниця Максимова
- 1955 — Справа — Лідочка
- 1956 — Це починалось так… — Марія Михайлівна Буркач
- 1957 — Кінець Чирви-Козиря
- 1969 — Неймовірний Ієгудіїл Хламіда
- 1976 — Мене це не стосується… — Карташова
- 2007 — Вулиці розбитих ліхтарів-8 (Серія «Черви-козирі») — Баба Дуся

## Озвучення
- 1957 — Бравий солдат Швейк — пані Катті Вендлерова, роль Божени Гаврілічкової
- 1961 — Смугастий рейс —  буфетниця, племінниця капітана Маріанна Андріївна, роль Маргарити Назарової.